# Euxoa amilcarella
Euxoa amilcarella är en fjärilsart som beskrevs av Lucas 1950. Euxoa amilcarella ingår i släktet Euxoa och familjen nattflyn. Inga underarter finns listade i Catalogue of Life.